# Elliott Coues
Elliott Coues (Portsmouth (Nou Hampshire), 9 de setembre de 1842 - Baltimore, 25 de desembre de 1899) va ser un metge militar, historiador, escriptor i ornitòleg estatunidenc.

## Obres
- A monograph of the Tringeae of North America[1] (1868)
- A check list of North American birds[2] (1873)
- Field ornithology. Comprising a manual of instruction for procuring, preparing and preserving birds, and a check list of North American birds[3] (1874)
- Birds of the North-west (1874)
- Monographs on North American Rodentia, escrit amb Joel Asaph Allen (1877)
- Birds of the Colorado Valley... scientific and popular information concerning North American ornithology[4] (1878)
- A Bibliography of Ornithology (1878-1880).
- A check list of North American birds[5] (1879)
- New England bird life: being a manual of New England ornithology,[6] escrit amb Winfrid Alden Stearns (1881-1883).
- The Coues check list of North American birds[7] (1882)
- Biogen, A Speculation on the Origin and Motive of Life (1884)
- The Daemon of Darwin (1884)
- Can Matter Think ? (1886)
- Neuro-Myology (1887)